# Lightning Creek (Lance Creek)
Der Lightning Creek ist ein etwa 145 km langer, linker Nebenfluss des Lance Creek im Osten des US-Bundesstaates Wyoming.

## Verlauf
Der Lightning Creek entspringt im Zentrum des Converse County, etwa 25 km nördlich der Stadt Douglas auf einer Höhe von rund 1700 m. Von dort fließt er in nordöstliche Richtung durch die Great Plains, unterquert den Wyoming Highway 59 und erhält mit Box Creek und Dry Creek von links längere Nebenflüsse. Weiter östlich erreicht der Fluss das Niobrara County und erhält von rechts den Walker Creek sowie den knapp 100 km langen Twentymile Creek. Im nördlichen Niobrara County mündet der Lightning Creek auf einer Höhe von 1219 m in den Lance Creek.

## Hydrologie
Der Lightning Creek ist als Nebenfluss des Lance Creek Teil des Einzugsgebietes des Cheyenne Rivers, der sich über den Missouri und den Mississippi in den Golf von Mexiko entwässert. Das Einzugsgebiet des Lightning Creek grenzt an die Einzugsgebiete von Cheyenne River im Norden und North Platte River im Süden.

## Belege
1. 1 2 3 4 5  Lightning Creek. In: Geographic Names Information System. United States Geological Survey, United States Department of the Interior (englisch).